# أوين لامبي
أوين لامبي (بالإنجليزية: Owen Lambe)‏ هو لاعب كرة قدم أمريكي، ولد في 15 أغسطس 2000 في سانتا باربارا في الولايات المتحدة. لعب مع Cal State Fullerton Titans men's soccer ‏.